# Штатний розпис
Шта́тний ро́зпис — організаційно-розпорядчий документ, що відображає структуру компанії, чисельність відділів, працівників, а також розмір їхньої заробітної плати. Крім того, штатний розпис може містити в собі також облік всіх можливих додаткових виплат працівникам — премій, компенсацій і т. д. залежно від посади.